# روت–آکروس
روت–آکروس (انگلیسی: Roth–Akros) یک تیم دوچرخه‌سواری در کشور سوئیس است.
این تیم در سال ۲۰۱۴ در کشور ایتالیا تأسیس و در سال ۲۰۱۵ به سوئیس منتقل شده‌است.